# Гауда (цар)
Гауда  (*Γαύδης, д/н —88 до н. е.) — цар Нумідії з 105 до 88 року до н. е., союзнику Римської республіки.

## Життєпис
Походив з династії Масинісси. Син Мастанабала, царя Нумідії. Про молоді роки немає відомостей. Цар Міціпса у своєму заповіті призначив Гауду спадкоємцем другої черги (після своїх синів Адгербала, Гіємпсала та Югурти, оскільки той «страждав від постійних хвороб і тому трохи пошкодився в умі». Гауда підтримував царів Адгербала та Гіємпсала I. Після початку війни за владу між останніми та Югуртою, втік до римлян.
Гауда боровся разом з римськими військовиками Квінтом Цецилієм Метеллом (але погиркався з останнім), а потім Гаєм Марієм проти царя Югурти. Після завершення Югуртинської війни римляни зробили Гауду царем Нумідії, проте західну частину було передано Мавретанії. Він правив з 105 р. до 88 року до н. е. Його співправителями були сини Мастанабал та Гіємпсал.

## Нумідія
- Адгербал (помер молодим)
- Мастанабал II
- Гіємпсал II